# Kliwonan (Banyu Urip)
Kliwonan is een bestuurslaag in het regentschap Purworejo van de provincie Midden-Java, Indonesië. Kliwonan telt 742 inwoners (volkstelling 2010).